# Barleria cuspidata
Barleria cuspidata là một loài thực vật có hoa trong họ Ô rô. Loài này được F.Heyne ex Nees mô tả khoa học đầu tiên năm 1832.